# Estats hausses
Els estats hausses, també coneguts com a Regne Haussa, foren una sèrie de ciutats estats independents a la regió entre el riu Níger i el llac Txad (actualment el nord de Nigèria). Es trobaven entre els regnes sudànics occidentals de l'antiga Ghana i Mali i els regnes sudànics orientals de Kanem-Bornu.

## Història
Daura fou la primera ciutat hausa i la llar espiritual del poble hausa, fundada per una reina i va ser governat per dones als segles IX i X es va convertir en un centre de caravanes de sal i potassa del desert del Sàhara i de roba, esclaus, cuir i productes agrícoles del sud.
Les llegendes dels estats de l'Àfrica Occidental anteriors al segle XIX, diuen que el fundador dels estats hausses fou Bayajidda, un príncep de Bagdad exiliat que va recórrer Àfrica amb els seus soldats. Bayajidda va arribar primer a Bornu, on li van donar una de les filles dels Mai com a esposa, i després va viure un temps en terra haussa, on es va casar amb la reina de Daura, que també li va donar una amant gwari com a recompensa per matar "Sarki", que es diu que és una gran serp que privava el seu poble de l'accés a l'aigua. Amb la reina de Daura, Bayajidda va tenir un fill anomenat Bawo, un altre anomenat Biram per la princesa de Borno, i un altre fill, Karbagari, per la seva amant gwari. Es diu que Bawo va succeir el seu pare i va tenir sis fills que es van convertir en els governants de Daura, Katsina, Zazzau, Gobir, Kano i Rano. Aquests, juntament amb Biram, que estava governat pel fill de Bayajidda i de la princesa de Borno, van formar els "Hausa Bakwai". Tanmateix, Karbagari, el fill de l'amant Gwari, també va tenir set fills que van governar Kebbi, Zamfara, Gwari, Jukun, Ilorin, Nupe i Yauri, que en aquesta tradició es coneixen com els "Banza Bakwai".
La barreja de la població negra sudanesa amb amazics i àrabs va originar el poble haussa, que va crear una organització política de ciutats estat dedicades al comerç de sal, or i esclaus amb els estats del nord d'Àfrica, estaven subjectes principalment a tributs a grans imperis com l'Imperi de Kanem al llac Txad, i que van arribar al seu apogeu entre els segles XV i XVII. Van prendre forma com a regió política i cultural durant el primer mil·lenni com a resultat de l'expansió cap a l'oest dels pobles haussa, que tenien una llengua, lleis i costums comunes. Arribaren a aquesta regió quan el terreny s'anava convertint de boscós a sabana i van començar a conrear cereals, fet que provocà una població camperola més densa.
Els haussa van passar per un procés gradual d'evolució política i cultural basada en ciutats emmurallades (birini), una economia agrària i uns poderosos governants o sarakuna. Els habitants de les viles properes als birini, on també hi havia mercat, tenien dret a refugiar-s'hi a canvi de tribut i taxes. Entre el segle IX i el segle XI, els birane van viure diversos canvis dinàstics i institucionals que van provocar l'aparició dels set ciutats estat hausses. En la Crònica de Kano, la història dels estats hausses es remunta a l'any 999.
L'Islam va arribar a Nigèria a través de l'Imperi de Kanem el 1086 i en els  estats hausses durant el segle XI. Zamfara es va establir al segle xi amb capital a Dutsi, i més tard es va traslladar a Birnin Zamfara,
Al segle XIV, la influència islàmica de l'imperi de Mali va arribar a terres dels hausa i el 1349, el rei Ali Yaji I de Kano va establir el Sultanat de Kano i dissoldre el culte de Tsumbubura, el poderós culte teocràtic de la religió animista hausa, provocant una onada de rebel·lió a tot el regne. Els grans sacerdots del culte es van reunir a la muntanya de Santolo, una important seu de l'animisme hausa. Dinamitzat pel zel religiós, Ali Yaji I amb el suport dels musulmans Wangara va iniciar una guerra civil, que va culminar amb la batalla de Santolo. Després de la seva victòria, Ali Yaji va iniciar una onada de conquestes. Va conquerir Rano, ampliant l'abast de Kano, i va llançar una expedició reeixida a la regió de Kwararafa.
A finals del segle XIV havien emergit com els estats més poderosos Kano, Katsina i Zaria, i totes les elits governants dels estats hausses eren musulmans, encara que la majoria de la població no es va convertir fins al segle XVIII. A partir de l'any 1400, els primers documents escrits amb cartes de Nigèria es van produir al nord del país. Formaven part de l'obra missionera islàmica i estaven escrites en ajami, una escriptura basada en àrab, però complementada amb cartes especials per a les llengües locals (hausa, fula, ioruba). Els hausa van començar a escriure història en la Crònica de Kano.

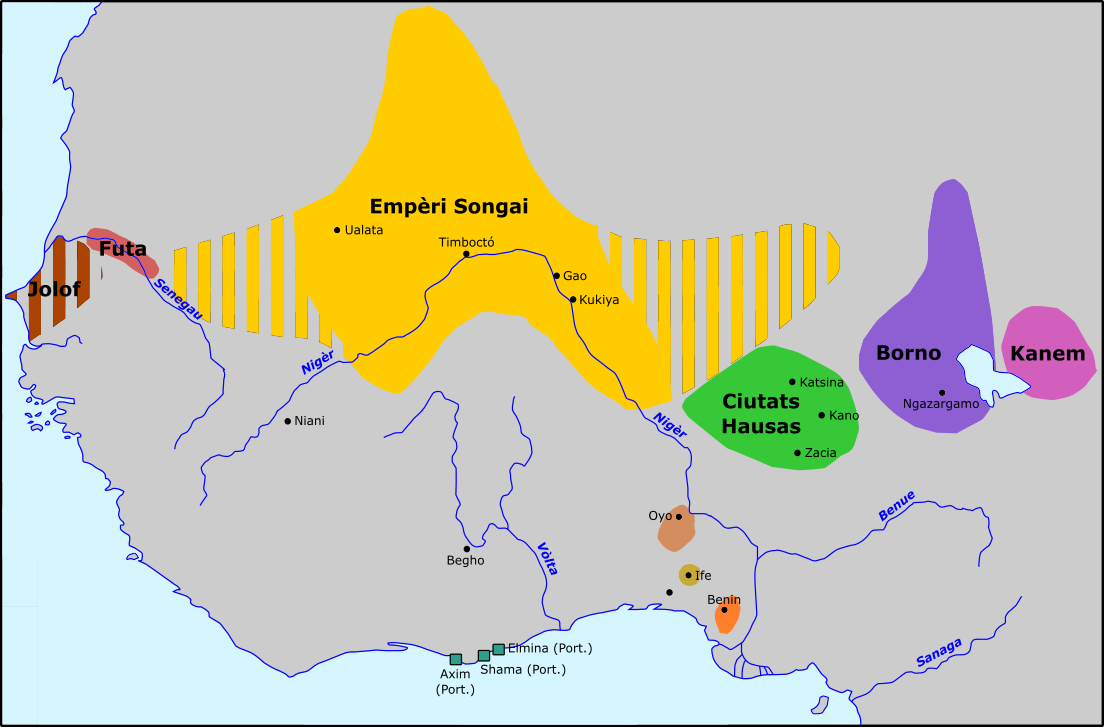
Els Estats hausses durant l'auge de l'Imperi Songhai

Muhammadu Kanta, un immigrant haussa esdevingué governador militar de facto de la sub-província de Kebbi de l'Imperi Songhai i va declarar la seva independència el 1516. Kebbi esdevingué un poder important en la regió, resistint els atacs de l'Imperi Songhai i expandint-se cap al Yauri i Nupe, terres més al sud, i derrotant els intents del Sultanat de Bornu per envair i ocupar els estats hausses. Tanmateix, després de la mort de Kanta el 1556 els estats haussa van deixar de pagar tribut, i el seu fill i successor Ahmadu no va intentar obligar-los per força. Al final del segle xvi Kebbi havia esdevingut un regne menor. La caiguda de l'Imperi Songhai a mans d'Àhmad al-Mansur a la batalla de Tondibi en 1591 va deixar un buit de poder a gran part de l'Àfrica central, que van propiciar l'establiment de sultanats hausa, destacant els sultanats de Gobir, i l'Emirat de Kebbi a la vall del riu Rima i l'Emirat de Zamfara, que guerrejaven entre ells fent batudes d'esclaus, i per finançar la guerra constant, van imposar impostos elevats als seus ciutadans.

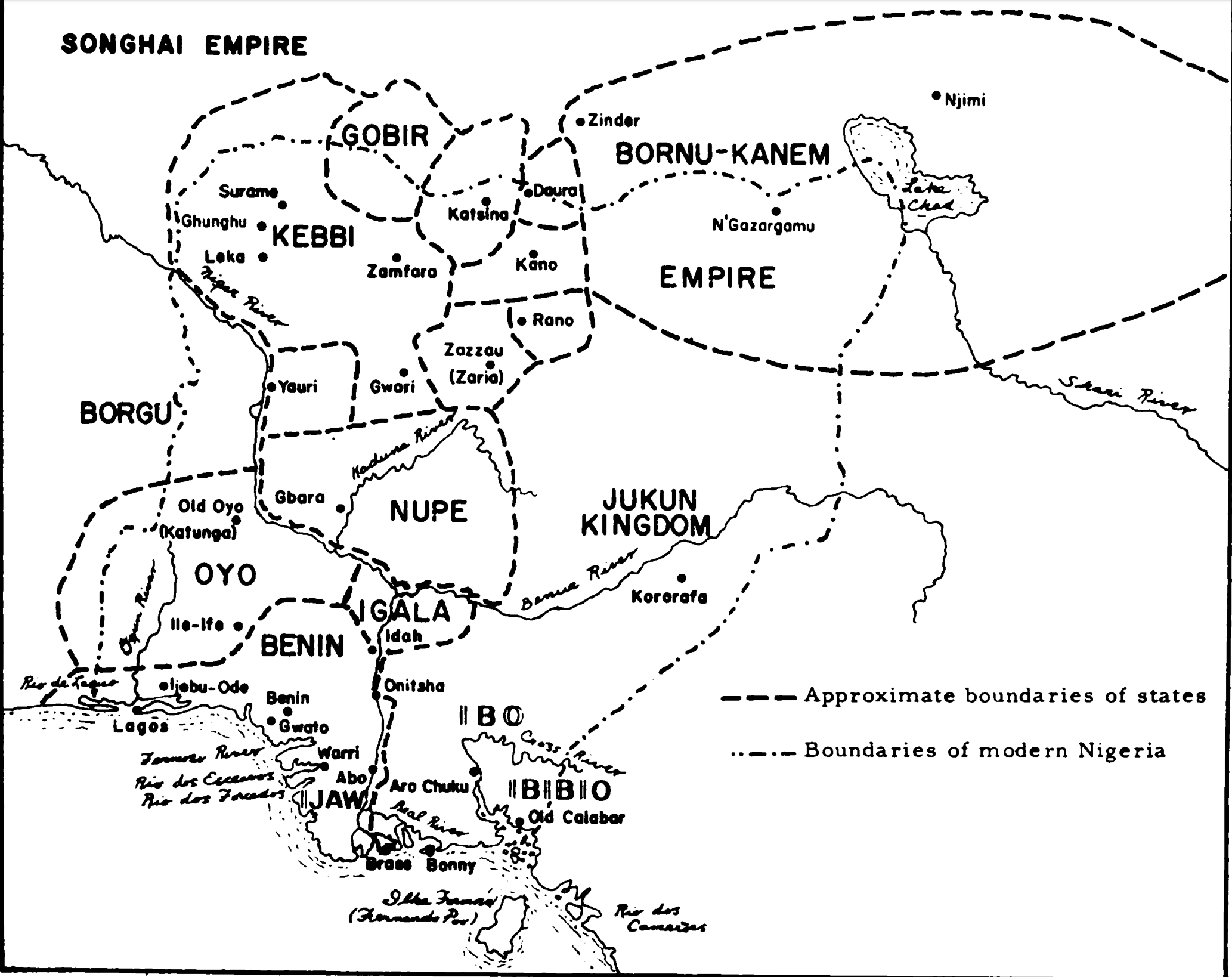
Els estats de Nigèria al segle XVI

La reina Amina de Zazzau va ampliar el seu domini durant el segle XVI per nombroses conquestes, entre elles les dels nupes i els regnes jukuns; va obligar fins i tot als poderosos estats de Kano i Katsina a retre-li homenatge.
La màxima extensió dels estats hausses va arribar cap al 1650, quan s'estenien des de la frontera amb Bornu fins al riu Níger, i de l'altiplà de Jos fins al Sahara, i els mercaders haussa viatjaven per tota l'Àfrica occidental intercanviant sal i pells per or i altres productes de les zones boscoses, i compraven esclaus d'Asante i Dahomey.
Malgrat el creixement relativament constant des del segle XV fins al segle XVIII, els estats eren vulnerables per les guerres constants interna i externa i al segle XVIII estaven esgotats econòmicament i políticament. Les fams es van fer molt comunes durant aquest període i els sultans es van dedicar a impostos pesats per finançar les seves guerres. En 1680 Katsina i Zazzau, que havia estat rebatejada Zaria, havien caigt sota el control de Kwararafa.
A principis del 1700, els Gobirawa van ser expulsats de la regió d'Asben pels tuaregs del Sultanat d'Agadez i van començar a establir-se pacíficament a Zamfara on foren acollits com a guerrers útils, concedint-los terres de conreu. Cap al 1715 Zamfara, aliada amb Gobir i Agadez, es va revoltar contra Muhammadu dan Giwa, senyor de Kebbi i dominador de l'est de les terres haussa, fent retrocedir les seves forces fins al riu Gulbin Ka i capturant al rei.
La relació entre Gobir i Zamfara es va deteriorar aviat després que Soba de Gobir assetgés Zabarma durant tres anys, saquejant a gran escala. Els Gobirawa van iniciar una campanya de tres anys, saquejant terres fins a Ilorin, a la terra ioruba, i després d'una sèrie d'èxits militars, Soba va dirigir les seves forces per atacar Katsina a mitjans del segle XVIII assetjant set anys a la ciutat de Maradi, que finalment va fracassar i entretant Agadez va atacar Goran Rami, la capital de Gobir i els Zamfarawa van acudir en ajuda de Gobir. A l'empara de la nit, aixecant el setge. Cap al 1756 Birnin Zamfara fou destruida pel regne de Gobir, reubicant la capital cap al sud.

### Guerra fulani: El final dels estats hausses

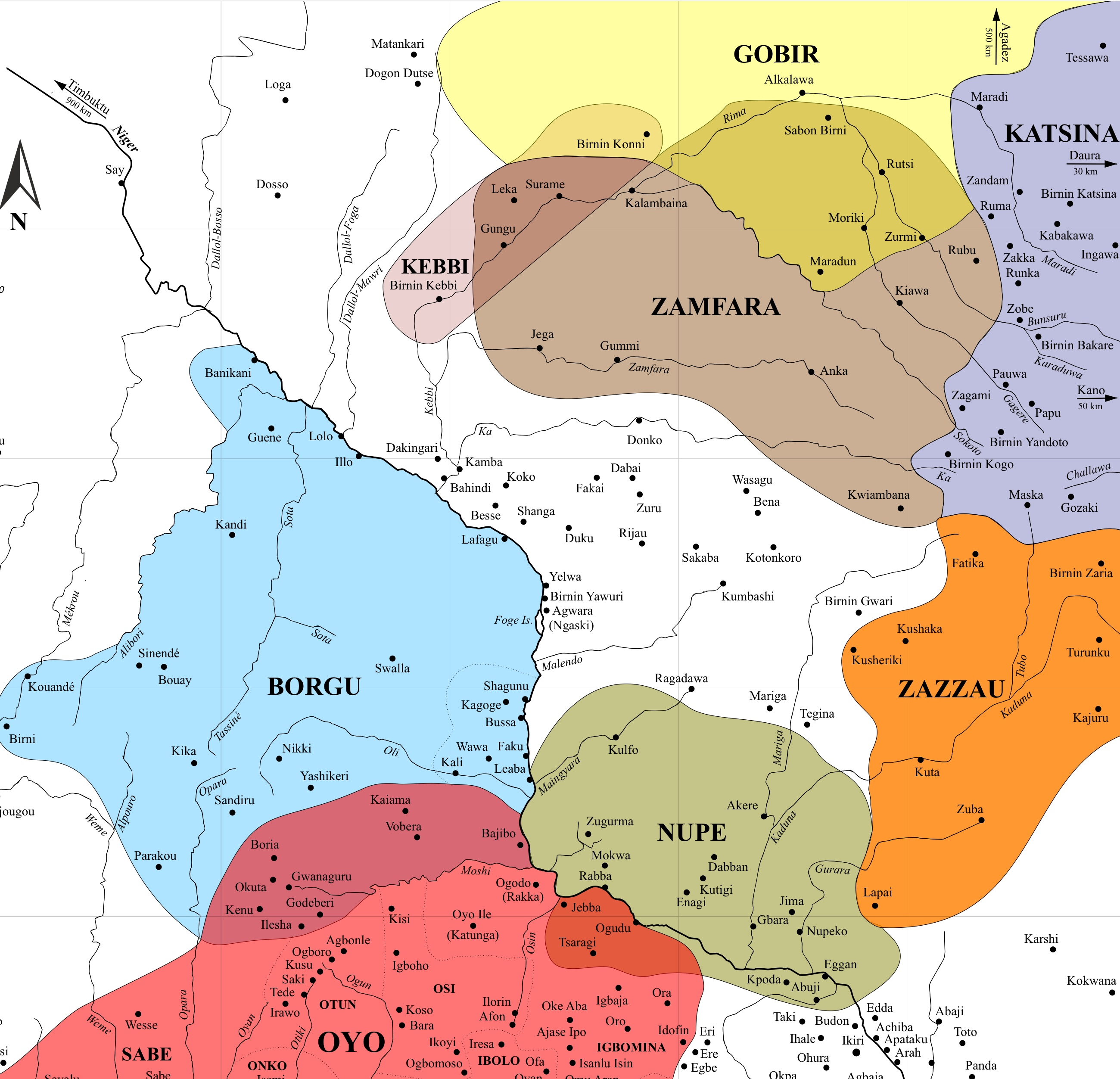
Mapa de l'oest de Haussalàndia a finals del segle XVIII

A finals de 1803, el rei Yunfa de Gobir va capturar alguns musulmans a Gimbana, però quan els captius van passar per Degel, el peul Osman Dan Fodio, un destacat erudit i professor islàmic va alliberar-los, i quan les seves demandes de tornar els captius van ser ignorades, Yunfa va amenaçar amb destruir Degel. En resposta, dan Fodio i els seus seguidors van fugir a Gudu el febrer de 1804 i Osman va predicar la guerra santa, va ser elegit amir al-muminín o "comandant dels fidels" pels seus seguidors i va reunir un exèrcit islàmic per dirigir una gihad contra els regnes haussa del nord de Nigèria. Abdullahi dan Fodio i Abdullahi dan Fodio es van enfrontar i derrotar a la numèricament superior cavalleria de Gobir a la batalla de Tabkin Kwatto.
Osman dan Fodio va crear llavors una sèrie de banderes entre els que el seguien, creant una estructura política primerenca de l'imperi. Malgrat les pèrdues a la batalla de Tsuntua, les forces de dan Fodio van començar a prendre algunes ciutats clau a partir de 1805. Els fulani van utilitzar la guerra de guerrilles per girar el conflicte al seu favor, i van reunir el suport de la població civil, que havia arribat a ressentir-se del domini despòtic i dels alts impostos dels reis haussa. Fins i tot alguns Fulani no musulmans van començar a donar suport a dan Fodio. La guerra va durar des de 1804 fins a 1808, i va provocar milers de morts.
El 1805 el fulani Mallam Ishaku, després d'un setge reeixit va conquerir el regne Habe de Daura i el va convertir en l'emirat de Daura i el líder fulani Umaru Dallaji va capturar la ciutat de Katsina el 1806 establint l'emirat de Katsina, l'important regne de Kano va caure el 1807, l'estat de Kebbi en 1808 i finalment van conquerir Gobir el 1809. El mateix any, Muhammed Bello, fill de dan Fodio, va fundar la ciutat de Sokoto, que es va convertir en la capital del Sultanat de Sokoto.

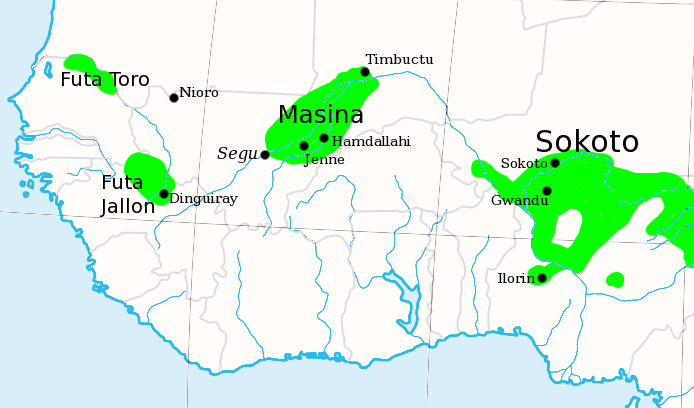
Els estats de la gihad fulani d'Àfrica occidental, vers 1830.

Després de la caiguda de Kano el 1807, Kebbi en 1808 i Gobir el 1809, el moviment es va estendre en menys de vint anys a l'est fins a Bornu, Adamawa i Baguirmi, i a l'oest a Macina.

## Hausa Bakwai
Segons la tradició, els estats hausses van ser fundats per Bayajidda. Inicialment foren set estats coneguts com els bakwai hausses (set hausses): 
- Daura (¿? - 1806)
- Kano (998 - 1807)
- Katsina vers 1400 - 1805)
- Emirat de Zaria o Zazzau (vers 1200 - 1808)
- Gobir (vers 1000 - 1808)
- Rano (vers 1000 - 1805?)
- Biram o Hadeja (vers 1100 - 1805)

## Banza Bakwai
Posteriorment es van fundar altres estats originats tradicionalment en els fills d'una concubina del fundador Bayajidda i coneguts com a bakwai banza (set bastards). Aquestos estats (no tots ètnicament hausses) foren:
- Zamfara
- Kebbi
- Yauri o Yawuri
- Gwari
- Kororafa (del poble jukun)
- Regne Nupe (del poble nupe)
- Ilorin (del poble yoruba)

Els estats hausses van dominar la regió del que després fou nord de Nigèria del segle xiii al XVIII. Entre 1804 i 1808 els estats foren conquerits pels guerrers musulmans fulbes d'Osman Dan Fodio, que va fundar el sultanat de Sokoto.